# Mahasena nitobei
Mahasena nitobei är en fjärilsart som beskrevs av Matsumura 1931. Mahasena nitobei ingår i släktet Mahasena och familjen säckspinnare. Inga underarter finns listade i Catalogue of Life.